# MvR
MvR (Marinus van Rooijen) was een amateurvoetbalvereniging uit 's-Heerenberg, gemeente Montferland, Gelderland, Nederland.

## Algemeen
De vereniging werd op 16 december 1920 opgericht als RKBVV (Roomsch Katholieke Berghse Voetbalvereniginging). De naam verwijst sinds 1945 naar Marinus van Rooijen, een van de Martelaren van 's-Heerenberg. In 2019 fuseerde de club met VV Stokkum en VVL tot FC Bergh. Thuishaven was het sportpark De Boshoek aan de Montferlandsestraat.

## De oprichting
In de mobilisatiejaren (1914-1918) werd er in ’s-Heerenberg niet meer gevoetbald omdat de meeste spelers van destijds bestaande vereniging Berghse Voetbal Club BVC in militaire dienst waren. Enkele jongeren, 14 tot 16-jarigen, vormden in die tijd een vereniging genaamd Berghse Voetbal Vereniging. Bij het overplaatsen van een aantal voormalig BVC-leden naar de Grenswacht te ’s-Heerenberg is deze vereniging weer nieuw leven ingeblazen en sloten de meeste BVV-leden zich bij deze vereniging aan.
Doordat er in ’s-Heerenberg geen werkgelegenheid was, verlieten veel spelers ’s-Heerenberg en het duurde dan ook niet lang meer of BVC bestond praktisch niet meer. Bij een wedstrijd van een door kapelaan Oerbekke opgerichte patronaatsclub tegen SP Silvolde. waarbij verschillende voormalig BVV- en BVC-leden als toeschouwers aanwezig waren, werd het plan gesmeed om een rooms-katholieke club op te richten. De heren A. van der Heijden en J. Ebbing hebben met een lijst personen, die in een overleg in het Sint Josephverenigingsgebouw was opgemaakt, medewerking gevraagd aan kapelaan Oerbekke. Die medewerking kwam er samen met enige financiële steun. Zo ontstond op 16 december 1920 de eerste rooms-katholieke vereniging opgericht onder de naam Rooms Katholieke Berghse Voetbal Vereniging - RKBVV.

## Marinus van Rooijen
In het jubileumboekje, dat is opgesteld ter gelegenheid van het 25-jarig bestaan van de vereniging, schrijft de heer Smit in zijn dankwoord aan allen die dit 25-jarig jubileum mogelijk hebben gemaakt het volgende: “En dan zie ik daar boven alles uitreizen de figuur van onzen onvergetelijken adviseur Kapelaan Van Rooijen z.g. als een lichtbaken, als een stuwer, als een zwoeger voor de goede zaak. Ja, hij is het geweest, die onze vereeniging gemaakt heeft tot wat zij nu is. In zijn edele liefde voor de jongens heeft hij met opoffering van zichzelven gewerkt en gezwoegd om ze te geven gezonde lichamen en gezonde zielen door middel van de sportvereeniging. Hij zag daarin het groote middel, dat de krachten samen moest bundelen, dat de jongens samen moest brengen tot een sterke eenheid, om ze te vormen tot flinke, degelijke katholieke mannen voor Kerk en Maatschappij. Daarom durfde hij zelf de schop ter hand nemen om met de leden te werken aan het nieuwe terrein, daarom was hij altijd daar waar ze hem noodig hadden, daarom kon hij ook zeggen, dat de R.K. Voetbalvereeniging “zijn” vereeniging was bij uitstek. Met welk een enthousiasme en vuur zou hij dit 25-jarig jubileum gevierd hebben met zijn jongens! God in z’n ondoorgrondelijke raadsbesluiten heeft het anders gewild. Maar Wel zal altijd de nagedachtenis aan zijn werk bij ons blijven voortleven, zal zijn naam vereeuwigd blijven in den naam van de Sportcentrale M.v.R.: Marinus van Rooyen. Als kostbar erfenis heeft hij ons zijn sportvereeniging nagelaten en mogen we nu de rijke vruchten plukken van zijn arbeid. Want ziet, uitgegroeid is nu de vereeniging tot één die er zijn mag.”
Het was pastoor Horsthuis die in de eerste ledenvergadering na de Tweede Wereldoorlog op 18 april 1945 voorstelde om de naam van de vereniging, die voor 1926 van RKBVV in RK Sportcentrale 's-Heerenberg was veranderd, te veranderen in MvR om zodoende de naam van de oud-adviseur, die voor de sport in ’s-Heerenberg had gevochten, in de vereniging te laten voortleven. De naam MvR werd met volledige instemming van de leden aangenomen.

## Accommodaties
In de eerste jaren na de Tweede Wereldoorlog speelde de vereniging bij café De Sportvriend. Reeds toen werd er gebruikgemaakt van eigen kleedlokalen met (koude) douche. Door de successen van het eerste team kwam het voor dat wel 3000 tot 5000 toeschouwers op de wedstrijden afkwamen. Een tribune zorgde ervoor dat alle toeschouwers ook alles konden volgen. Het sportveld moest in de ogen van de gemeente wijken voor woningbouw. De gemeente bleek bereid om grond bij de Boschhoek, dat al sinds de oorlog werd gebruikt als tweede wedstrijd-en trainingsveld door onder andere MvR langdurig van de stichting Huis Bergh te pachten, daarop een sportpark in te richten en onder andere dit aan MvR in gebruik te geven. Op 25 september 1961 speelde MvR voor het eerst op de nieuwe velden. In 1968 werd een geluidsinstallatie in gebruik genomen.
Door de jaren heen nam het aantal leden toe waardoor een derde veld noodzakelijk werd. In 1975 werd dit samen met een nieuw clubgebouw in gebruik genomen.

## Standaardelftal
Het standaardelftal speelde laatstelijk in het seizoen 2018/19, waar het uitkwam in de Derde klasse zondag van het KNVB-district Oost.

### Erelijst
kampioen Derde klasse: 1984, 1988
kampioen Vierde klasse: 1948, 1956, 1967, 1983
kampioen Zesde klasse: 2007

### Competitieresultaten 1946–2019
| 2 4L |

| 2 4I |

| 1 4H |

| 10 3C |

| 5 3D |

| 7 3D |

| 11 3C |

| 12 3C |

| 2 4F |

| 9 4E |

| 1 4E |

| 5 4E |

| 3 4E |

| 6 4E |

| 2 4E |

| 8 4E |

| 4 4D |

| 3 4D |

| 7 4D |

| 3 4D |

| 5 4D |

| 1 4D |

| 11 3C |

| 6 4D |

| 7 4D |

| 11 4D |

|  |

|  |

| 2 |

| 3 4D |

| 9 4D |

| 2 4D |

| 7 4D |

| 8 4D |

| 4 4D |

| 5 4D |

| 2 4D |

| 1 4D |

| 1 3C |

| 2 2A |

| 3 2A |

| 11 2A |

| 1 3C |

| 2 2A |

| 3 2A |

| 12 2A |

| 3 3C |

| 12 3C |

| 4 4D |

| 3 4D |

| 2 4D |

| 2 3C |

| 4 3C |

| 6 3C |

| 5 3C |

| 9 3C |

| 8 3C |

| 12 3C |

| 10 4D |

| 11 5D |

| 11 5D |

| 1 6E |

| 8 5D |

| 8 5D |

| 7 5D |

| 5 5D |

| 7 5C |

| 2 5D |

| 10 4D |

| 9 4D |

| 2 4D |

| 13 3C |

| 2 4D |

| 13 3C |

| Tweede klasse | Derde klasse | Vierde klasse | Vijfde klasse | Zesde klasse | Hoofdklasse Geld. VB |

In elke staaf van de grafiek staat van boven naar beneden vermeld: 
- Eindnotering

Dit is de positie die de club heeft bereikt in de competitie, zonder eventuele beslissings-, play-off- of nacompetitiewedstrijden die nodig zijn geweest om bijvoorbeeld de kampioen van de competitie te bepalen.
Indien een * achter het getal staat is de notering een tussenstand en kan het zijn dat de notering niet overeenkomt met de uiteindelijke eindstand van de competitie.
Staat er een - dan is het seizoen nog bezig en is er geen definitieve uitslag bekend.
Staat er xx op de positie van de notering, dan heeft de club vroegtijdig de competitie verlaten. Dit kan onder andere komen door terugtrekking van het team, faillissement van de club of door een uitgedeelde straf van de KNVB. In veel gevallen staat elders in het artikel de reden vermeld.
Staat er een ? dan is het resultaat uit het verleden onbekend, en is alleen de competitie of het niveau bekend van dat seizoen.
In de seizoenen 2019/20 en 2020/21 werd wegens de coronacrisis het amateurvoetbal afgebroken. Daardoor kennen deze staven geen eindklassering (middels -- weergegeven).
- Competitieniveau en afdelingsletter of Officiële eindstand Eredivisie
  - Competitieniveau en afdelingsletter

Hierbij geeft het getal het niveau weer, dat ook terug te vinden is in de legenda. De letter is de afdelingsaanduiding en wordt gebruikt wanneer er meer afdelingen zijn op hetzelfde niveau. De afdelingsletter is altijd een hoofdletter en wordt meestal zonder nummer gebruikt.
Voorbeeld: 2F is niveau 2e klasse competitie F.
Het competitieniveau en nummer wordt niet vermeld wanneer er slechts één competitie van dit niveau was.
  - Officiële eindstand Eredivisie (getal staat tussen haakjes vermeld)

Sinds de introductie van play-offwedstrijden voor Europees voetbal na afloop van de reguliere competitie in 2005/06, is de KNVB verplicht een eindstand van de Eredivisie door te geven aan de UEFA aan de hand van deze play-offwedstrijden.
Bij deze eindstand staan clubs die zich hebben gekwalificeerd voor Europees voetbal hoger dan clubs die zich niet wisten te kwalificeren. Indien er geen verschil was tussen de eindnotering en de officiële eindstand, staat dit getal niet vermeld.

- Onderafdeling

Hier staat afgekort de naam van de onderafdeling indien de club in dat jaar in een onderafdeling uitkwam. Tevens staat deze afkorting in de legenda en wordt gelinkt naar het artikel over deze onderafdeling. Deze afkorting wordt alleen vermeld wanneer de club in het verleden in verschillende onderafdelingen heeft gespeeld. Deze vermelding is in de staaf altijd in kleine letters. Deze onderafdelingen zijn na het seizoen 1995/96 afgeschaft. Heeft de club in slechts één onderafdeling gespeeld, dan is dit alleen terug te vinden in de legenda.
Onder de staaf staat het jaartal vermeld waarin het seizoen is afgesloten. 15 verwijst naar het seizoen 2014/15 of eventueel het seizoen 1914/15.
Wanneer een staaf leeg is, zijn deze gegevens niet bekend. Het kan ook zijn dat de club dat seizoen niet heeft meegespeeld op het hogere amateurniveau, vroegtijdig de competitie heeft verlaten of uit de competitie is gezet.

In het seizoen 1944/45 was er wegens de Tweede Wereldoorlog geen regulier competitievoetbal.
FC Bergh · VV Den Dam · DVC'26 · SV Kilder · SV Loil · VV Montferland · RKSV 't Peeske · VV Sprinkhanen